# Тулюшка (посёлок)
Тулюшка — посёлок при станции в Куйтунском районе Иркутской области России. Административный центр Тулюшского сельского поселения.

## География
Населённый пункт находится на расстоянии 30 км к северо-западу от рабочего посёлка Куйтун, административного центра района.

## Население
| 2002 | 2010  | 2011  | 2012  |
| ---- | ----- | ----- | ----- |
| 1464 | ↘1259 | ↘1253 | ↘1236 |

### Половой состав
По данным Всероссийской переписи, в 2010 году в посёлке при станции проживало 1259 человек (584 мужчины и 675 женщин).

## Улицы
| - ул. Бытовая, - ул. Вокзальная, - ул. Ворошилова, - ул. Гагарина, - ул. Детдомовская, - ул. Звёздочка, | - ул. Кавалерчика, - ул. Калинина, - ул. Карла Маркса, - ул. Комсомольская, - ул. Кошевого, - ул. Крупская, | - ул. Ленина, - ул. Лесная, - ул. Луговая, - ул. Мира, - ул. Переездная, - ул. Подстанция, | - ул. Пушкина, - ул. Свердлова, - ул. Советская, - ул. Солнечная, - ул. Ташкентская, - ул. Трактовая. |